# بولونيا وارسو
بولونيا وارسو هو نادي كرة قدم في بولندا تأسس في 1911.

## وصلات خارجية
- الموقع الرسمي